# Maria Kaczyńska
Maria Helena Kaczyńska (21 de agosto de 1942 — Smolensk, 10 de abril de 2010) foi a primeira-dama da Polônia de 2005 a 2010 como esposa do presidente Lech Kaczyński. Ela e o marido morreram em um acidente de avião na cidade russa de Smolensk.

## Morte
Em 10 de abril de 2010, 10h41 MSD (06h41 UTC), Maria Kaczyńska e seu marido, o presidente polonês Lech Kaczyński, morreram quando o Tupolev Tu-154M da Força Aérea Polonesa em que estavam caiu ao tentar pousar em Smolensk- Aeroporto do Norte na cidade russa de Smolensk. Todos os 89 passageiros a bordo e os sete tripulantes morreram. Os Kaczyńskis estavam viajando com várias figuras importantes do governo em uma viagem para marcar o aniversário de 70 anos do Massacre de Katyn na Segunda Guerra Mundial, onde milhares de oficiais militares poloneses foram executados pelo NKVD.
Ela foi enterrada junto com seu marido em 18 de abril de 2010 na Catedral de Wawel. Seu diário foi encontrado por sua filha após sua morte, despertando o interesse de muitos editores que desejavam comprá-lo e lançá-lo. No entanto, Marta Kaczyńska-Dubieniecka disse que o diário era muito precioso para ela vender e também explicou que provavelmente não revelaria seu conteúdo.